# Monti Outeniqua
I Monti Outeniqua (in inglese: Outeniqua Mountains; in afrikaans: Outeniekwaberge) sono una catena montuosa sudafricana appartenente al più vasto sistema montuoso della Cintura di pieghe del Capo.
La cima più elevata è la Cradock's Mountain (1578 m).